# 安哈尔特-德绍
安哈尔特-德绍（德語：Anhalt-Dessau）是德意志境内的一个公国，存在于1382年至1863年。作为公国，它是统治萨克森的阿斯坎尼家族多次分裂的产物。1863年，安哈尔特-德绍公国并入统一的安哈尔特公国。安哈尔特-德绍的统治者的头衔是安哈尔特-德绍亲王，首都是德绍。

## 简史
- 1396年，安哈尔特分裂为安哈尔特-采尔布斯特公国（Anhalt-Zerbst）和安哈尔特-德绍，安哈尔特-德绍成为一个独立的公国。
- 1474年，安哈尔特分裂为安哈尔特-德绍和安哈尔特-克滕（Anhalt-Köthen）。
- 1544年，安哈尔特分裂为安哈尔特-德绍、安哈尔特-采尔布斯特和安哈尔特-普勒茨考（Anhalt-Plötzkau）。
- 1603年，安哈尔特分裂为安哈尔特-德绍，安哈尔特-贝恩堡、安哈尔特-普勒茨考和安哈尔特-采尔布斯特 。
- 1806年，各公国并入统一的安哈尔特。
- 1863年，家族在安哈尔特-科岑和安哈尔特-贝恩堡的支系先后绝嗣，各公国重新并入统一的安哈尔特公国，首都为德绍。